# غيش جين
غيش جين (بالإنجليزية: Gish Jen)‏ (12 أغسطس 1955، لونغ آيلند في الولايات المتحدة)؛ كاتِبة وروائية أمريكية.

## الجوائز
- زمالة غوغنهايم